# Multimetr

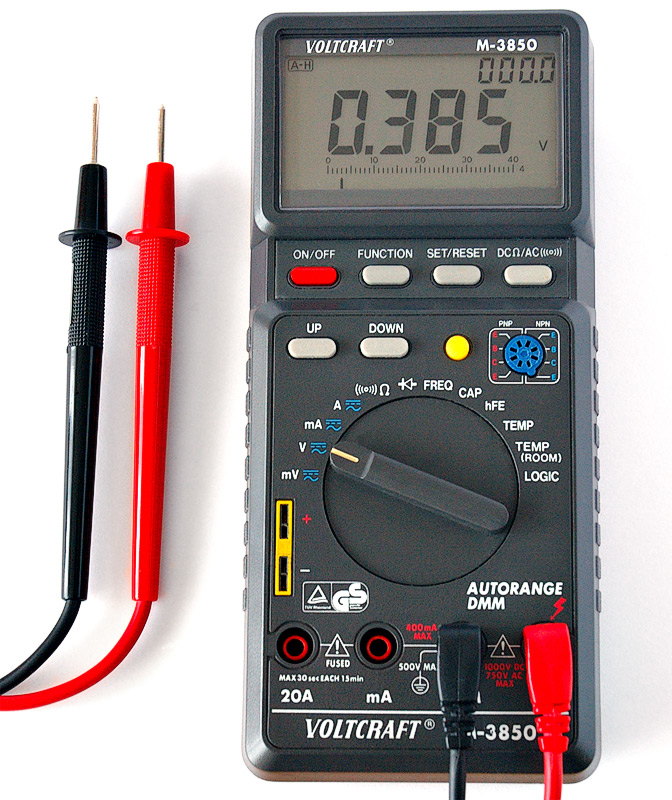
Digitální multimetr

Multimetr (nebo také multitester) je elektronický měřicí přístroj, který v sobě kombinuje několik funkcí. Nejzákladnější varianty přístroje obsahují ampérmetr, voltmetr a ohmmetr.
Multimetr může být malé přenosné zařízení, které je užitečné pro rychlé vyhledání základních chyb při práci v terénu, nebo stolní zařízení s vysokým stupněm přesnosti, na úrovni pracovního etalonu. Tyto přesné přístroje se dají najít především v kalibračních laboratořích, kde se používají i na cejchování kalibračních přístrojů.
Multimetry jsou dostupné v širokém cenovém rozsahu. Liší se přesností měření, rozsahy měření, nabízenými funkcemi, odolností vůči vnějším vlivům, komfortem obsluhy a dalšími vlastnostmi. Nejlevnější multimetry se dají sehnat v cenách od několika set, nejdražší stojí řádově několik tisíc, až desítek tisíc korun.

## Měřené veličiny
Současné přístroje často umožňují měřit mnohem větší množství veličin, než jen proud, napětí a elektrický odpor. Přehled některých dalších veličin měřitelných některými multimetry včetně jejich jednotek:
- Kapacita [ F ]
- Frekvence [ Hz ]
- Střída signálu [ % ]
- Teplota [ °C ]
- Vodivost [ S ]
- Indukčnost [ H ]

Multimetr může být vybaven klasickým analogovým měřidlem, nebo digitálním displejem jako je LCD nebo segmentový displej.
Analogové multimetry jsou také běžně dostupné (i když jsou méně obvyklé a většinou dražší než nejlevnější digitální přístroje), ale jsou považovány za méně přesné, než přístroje digitální, a to díky chybám vlastního ústrojí a odečítání z analogové stupnice

## Rozlišení
Rozlišení multimetru se často udává v počtech „digitů“ (číslic). Tento způsob se datuje do 70. let 20. století, kde tento údaj byl významným obchodním artiklem (větší displeje byly drahé, proto mělo smysl nabízet přístroj s velkým displejem za nízkou cenu). Obchodníci začali specifikovat rozlišení na základě velikosti displeje.
Podle konvence ½ digit může zobrazit pouze nulu nebo jedničku a ¾ digit číslo od nuly do dvojky nebo až osmičky (nejčastěji do 3 nebo 5). Neúplný digit je nejvyšším digitem v zobrazované hodnotě (reprezentujícím nejvyšší dosažitelný řád měřené veličiny). Například multimetr 5½ digitů bude mít 5 číslic, které budou zobrazovat čísla od nuly do devítky a jedno, které bude zobrazovat jenom nulu nebo jedničku. Takovýto multimetr bude moci zobrazit hodnoty od nuly do 199 999. Pokud bude mít 3 ¾ displej, tak bude moci zobrazit čísla od 0 do 3999 nebo 5999, v závislosti na výrobci.

## Přesnost
Se zlepšující se elektronikou se zlepšuje i přesnost těchto přístrojů. Starší analogové měřicí přístroje mohly mít základní přesnost obvykle okolo 0,5–2 %, velmi drahé laboratorní přístroje dosahovaly 0.1 % a méně. Moderní přenosné digitální multimetry mají přesnost kolem ±0,1–0,25 %, a u stolních měřidel nejvyšší kvality je přesnost v řádu desetitisícin procenta.

### Výpočet chyby při měření
Základní vyjádření chyby měření se údává třemi způsoby:
1. pomocí chyby čtení(RD) + chyby rozsahu(FS) – typický zápis: ±1%±0,5 %
2. pomocí chyby čtení(RD) + počtu digitů s nejmenší váhou – typický zápis: ±(0,8 % + 2)
3. pomocí miliontin hodnoty [ppm] – výpočet podobně jako způsob č.1, používá se u velmi přesných přístrojů

#### Příklad určení chyby prvním způsobem
Digitální multimetr udává na rozsahu Xm=100 V napětí U=25 V. Jaká je absolutní chyba měření a rozsah skutečných možných hodnot?

Zadáno:
ζRD=±0,02%, ζFS=±0,01%
{\displaystyle \delta _{max}=\delta _{RD}+\delta _{FS}={\frac {U}{100}}\cdot \delta _{RD}\,+\,{\frac {X_{m}}{100}}\cdot \delta _{FS}=\pm {\frac {25}{100}}\cdot 0,02\,+\,\pm {\frac {100}{100}}\cdot 0,01=\pm 0,015~V}
Skutečná naměřená hodnota se tedy v tomto případě pohybuje od 24,985 V do 25,015 V.

#### Příklad určení chyby druhým způsobem
Digitální multimetr udává na rozsahu Xm=20,000 mA naměřenou hodnotu I = 5,000 mA. Jaká je absolutní chyba měření a rozsah skutečných možných hodnot?
ζRD=±0,01%, d=3 digits
{\displaystyle \delta _{max}=\delta _{RD}+\delta _{FS}={\frac {I}{100}}\cdot \delta _{RD}\,+\,digits\cdot VPM=\pm {\frac {5}{100}}\cdot 0,01\,+\,\pm 3\cdot 0,001=\pm 0,003~5~mA}
Kde:
- VPM = váha posledního místa displeje, v tomto případě 0,001, protože na daném rozsahu je minimální zobrazitelná hodnota 0,001 mA.

Skutečná naměřená hodnota se tedy v tomto případě pohybuje od 4,9965 do 5,0035 mA.

## Vlastnosti multimetrů
Moderní multimetry jsou obvykle digitální, označované výrazem DMM neboli digitální multimetr. V takovém zařízení je signál převeden na napětí a zesílen elektronickým zesilovačem na požadovanou úroveň. Protože digitální displej ukazuje přímo množství jako určité číslo, nehrozí tu chyba rozdílu, jako když musíme u analogových přístrojů převádět počet dílků na naměřenou hodnotu. Stále jsou na trhu dostupné analogové přístroje, které jsou někdy považovány za lepší, zejména když měřená hodnota kolísá. Analogové multimetry jsou také doporučovány jako přístroje odolnější vůči rádiovému rušení.
Použití elektroniky v multimetrech od integrovaných řídících obvodů až po obvody připomínající malé počítače vedlo k aplikaci mnoha funkcí, usnadňujících měření. Zde je přehled nejběžnějších z nich:
- Automatická změna rozsahu – Přístroj sám volí takovou změnu rozsahu, aby měřenou veličinu ukázal co nejpřesněji a aby zároveň nedošlo k přetížení přístroje. Tyto přístroje obvykle obsahují možnost tuto změnu vypnout, protože častá automatická změna rozsahu může být velice rušivá.
- Tlačítka SAMPLE a HOLD – slouží k uchování poslední měřené hodnoty v paměti
- Grafické zobrazení naměřených hodnot – ve formě sloupcového grafu
- Tester kontinuity – signalizuje, většinou i zvukově, pokud jsou zkoušené body obvodu vodivě spojené
- Úzkopásmový osciloskop
- Speciální testy pro automobily, datové sítě, telefonní techniku aj.
- Záznam minima a maxima
- Ukládání měřené veličiny do paměti v nastaveném časovém intervalu
- Jednoduché datové funkce – osciloskop je například schopen vyhodnotit maximální a minimální hodnotou měřenou během daného časového intervalu
- True RMS – měření skutečné efektivní hodnoty střídavého proudu i pro nesinusové průběhy

Moderní měřicí přístroje mohou být propojeny s mobilními zařízeními pomocí Bluetooth, s osobními počítači pomocí IrDA, konektory RS-232 nebo USB, nebo specializovanými přístrojovými konektory jako je IEEE-488. U stolních multimetrů vyšších kategorií bývá standardní rozhraní GPIB/HPIB. Rozhraní přístroje umožňuje počítači okamžitě zaznamenávat měření nebo nahrát do něj výsledky.
Jak se moderní zařízení a systémy stávají složitějšími, ztrácí přenosný multimetr na své použitelnosti. Nahrazuje ho speciálnější a komplikovanější vybavení. Kde dřív údržbáři stačilo použít ohmmetr, když testoval anténu, novodobý technik by použil přenosný analyzér, aby otestoval několik parametrů pro zjištění spojitosti síťového kabelu.

## Měřicí sondy
Multimetr může využít široký rozsah testovacích sond k připojení k testovanému obvodu, nebo zařízení. Tři nejběžnější koncovky jsou krokosvorky, očka a bodové hroty. Ty jsou napojeny na ohebné, izolované kabely, které jsou ukončené konektory vhodné pro daný přístroj. Příruční multimetry typicky používají tzv. „banánky“, stolní používají „banánky“ nebo BNC konektory.
Přístroje které měří vysoká napětí nebo proud mohou být v tzv. bezkontaktním provedení (pro připojení nemusíme pohybovat rukou v bezprostřední blízkosti vodiče). Například klešťová měřidla obsahují cívku, která se zacvakne kolem vodiče. Z indukovaného napětí v cívce měříme proud protékající vodičem.
Pro měření neelektrických veličin bývají multimetry vybaveny dalšími snímači, většinou jako volitelné příslušenství. Časté bývá použití termočlánkových sond pro měření teploty.